# Hugo Asencio
Hugo Asencio (Mataderos, Buenos Aires; 21 de mayo de 1952 - Idem; 13 de septiembre de 2020) fue un actor, escritor, guionista, director teatral y autor argentino de amplia trayectoria.

## Carrera
Hijo menor de tres hermanos, su padre fue Ernesto Asencio y su madre Rebeca Ferrari (1908-2006) fue una fanática del cantor Hugo del Carril que le dio su nombre a modo de homenaje. De muy chico leía “libros prestados” escritos, entre otros, por Mario Benedetti, Jorge Luis Borges, Abelardo Castillo, obras teatrales de Roberto Cossa, Carlos Gorostiza y poemas de Adolfo Gustavo Bécquer. Escribía poemas en los ratos libres que le dejaba su trabajo como resero en el Mercado de Hacienda, donde trabajaba junto a su padre Ernesto, un tanguero discepoliano. De chico jugaba al basquet en Liberal de Nueva Chicago.
Estudió teatro en el Instituto de Arte Moderno, que dirigía Marcelo Lavalle. Allí conoció a su gran amigo Claudio Levrino. Más tarde en 1975, continuó formándose en California, Estados Unidos, en el Taller de Actuación The Bilingual Foundation of Art’s, que dirigió Carmen Zapata.
Se inició en televisión en 1968 junto a Germán Kraus en el teleteatro Estrellita, esa pobre campesina. También trabajó en ciclos y ficciones como  Viernes de Pacheco y Teatro de Pacheco con Osvaldo Pacheco, La familia Falcón, Los Campanelli, Alguien como usted, con Irma Roy, Cacho de la esquina, con Norberto Aroldi y Gabriela Gili, La viuda blanca (de la que además fue coguionista), estelarizada por Carmen Sevilla, Dos para una mentira, Más allá del horizonte, protagonizada por Grecia Colmenares y Osvaldo Laport (de la que también fue coguionista), Ricos y famosos, y Vidas robadas, con Facundo Arana y Mónica Antonópulos, entre muchos.
En cine intervino en unas siete películas, entre ellas Villa Cariño está que arde, de Emilio Vieyra, Embrujo de amor, Mi amigo Luis y No hay que aflojarle a la vida.
En teatro protagonizó El misántropo, Proceso interior, Sólo pueden los casados, El visitante nocturno y Juana la loca, entre otras.
También fue autor de cuentos y poemas. Publicó su libro A mi generación, de Editorial Tahiel.

## Fallecimiento
El 1 de septiembre de 2020 fue internado de urgencia a causa de fuertes dolores de cabeza y molestias musculares. Los médicos de la clínica le hicieron un hisopado, donde dio positivo en el test de coronavirus. Dos días después se repuso notablemente de los malestares que lo aquejaban, pero al día siguiente de su recuperación su salud volvió a empeorar al punto de trasladarlo a la sala de terapia intensiva del nosocomio donde se encontraba internado. Hubo necesidad de asistirlo con respirador artificial. El sábado 12, demostró una leve mejoría.
Finalmente falleció el 13 de septiembre de 2020 a causa de una severa neumonía, además de complicaciones en un riñón. Tenía 68 años.

## Filmografía
- 1968: Villa Cariño está que arde.
- 1970: El profesor patagónico.
- 1971: Embrujo de amor.
- 1972: Mi amigo Luis.
- 1972: Olga, la hija de aquella princesa rusa.
- 1975: No hay que aflojarle a la vida.
- 2009: Grey Wolf

## Televisión[10]
Como actor:
- 1968: Estrellita, esa pobre campesina.
- 1968/1973: Viernes de Pacheco
- 1969: La familia Falcón.
- 1971: Estación Retiro.
- 1973: Cacho de la esquina.
- 1973: Mi dulce enamorada.
- 1973: Teatro de Pacheco.
- 1974: Los Campanelli.
- 1975: Alguien por quien vivir.
- 1975: Alguien como usted.
- 1982: Las 24 horas.
- 1984: La viuda blanca.
- 1986: Dos para una mentira.
- 1987: Quiero morir mañana.
- 1993: Más allá del horizonte.
- 1993: Déjate querer.
- 1997: Ricos y famosos.
- 2006: Amas de casa desesperadas.
- 2008: Casi ángeles.
- 2008: Todos contra Juan.
- 2008: Vidas robadas.
- 2008: Epitafios.
- 2008: Por amor a vos.
- 2009: Ciega a citas

Como guionista:
- Monólogos del payaso, con Marcos Zucker.
- El infiel, con Arnaldo André.
- Prima Donna, una coproducción ítalo-argentina de Raúl Lecouna.
- El lobo
- El salvaje
- Alta Comedia, episodio Cuentos Cerrados con Alicia Bruzzo, Lito Cruz, María Rosa Gallo y Víctor Laplace.
- Camino al amor, producida por Enrique Estevanez.

## Teatro
Como actor:
- El misántropo
- Proceso interior
- Sólo pueden los casados
- Mi adorable Tina
- El visitante nocturno
- Polo y Bebe
- Juana la loca

Como autor:
- Argentina es nuestro show.
- Sobrevivientes del Sur.
- Los hambrientos.
- Tango existencial.
- La calle vacía

Como director:
- El hombre del tablón
- Enséñame Buenos Aires
- Remanente Sur
- La vida del día
- La calle vacía.[11]